# 新興県 (大連市)
新興県（しんこう-けん）は中華人民共和国遼寧省にかつて存在した県。現在の瓦房店市北西部に相当する。
遼代に設置され、金代に廃止された。